# Американці США
Америка́нці США (англ. Americans of the United States; US Americans) — громадяни або жителі Сполучених Штатів Америки. Жителів США називають американцями, проте в цього терміна існують інші значення, які мають на увазі, позначають жителів усієї західної півкулі Землі (тобто континенту Америка, — англ. Americas). Самі жителі США досить рідко використовують етнонім американці (americans) для позначення жителів сусідніх, особливо латиноамериканських, країн, що, цілком логічно, значно вплинуло на використання терміна-поняття в мовах Світу. Населення США, за неофіційними даними, станом на 4 липня 2013 року склало близько 316 148 990 людей, однак близько 40 мільйонів — іммігранти (дані щодо нелегальних мігрантів не включаються). Групи американців живуть також у володіннях та підпорядкованих територіях США (наприклад, Пуерто-Рико та Гуам), а також в Європі, Канаді та Мексиці.
Ідентичність американців США визначається громадянством, оскільки вони вкрай різноманітні за расовим, етнічним та релігійним складом, причому ця різноманітність особливо посилилася в останні десятиліття. В США існує також термін корінні американці, яким розділяють на індіанців та ескімосів.
За словами Артура Шлезінгера:

Американський народ — це нація, що складається з людей, які добровільно зробили цей вибір; вона зовсім не заснована на етнічних спільнотах. Наші цінності — аж ніяк не примхи і не результат випадкового збігу обставин. Нам дала їх історія. Вони вистраждані нами, вони зафіксовані в нашому життєвому досвіді і наших найбільших документах, в наших традиціях і звичаях. Наші цінності працюють на нас, і тому ми живемо з ними і готові за них померти.

## Історія
Американська цивілізація, як і її канадські та латиноамериканські побратими — одна з наймолодших на Землі, хоча й людські поселення на території США були вже близько 10 000 років, і до початку європейської колонізації тут чітко склались індіанські племінні ареали, їх особлива самобутня культура, була майже знищена колонізаторами із Європи.

### Британська колонізація
Заселення США почалося з висадки британських (англійці та шотландці), а також нідерландських колоністів. На відміну від Латинської Америки, північні європейці прибували в США цілими сім'ями, як правило з дітьми, а тому у них не було ні потреби, ні бажання контактувати з корінними індіанськими племенами, які зазнали масового виселення, а потім і геноциду. Жорстка і законодавчо закріплена система расизму та сегрегації перешкоджала міжрасовим контактам з індіанцями і неграми, завезеними сюди як раби. Правило однієї краплі крові досить довго існувало в США, але вже давно не дотримується в наші дні.

### Масова імміграція
Протягом усієї своєї історії, але особливо в 1880—1950 роках, США захлиналися від європейської імміграції, яка цього разу носила скоріше східно, а потім південноєвропейский характер. Масово прибували ірландці та німці, потім італійці, греки, поляки, франко-канадці та євреї. І якщо ірландці добре володіли англійською мовою, а німці були в основному протестантами, то іншим групам в США було важко адаптуватися, особливо це стосувалося вихідців з романських країн.

## Расові групи
Американська нація в основному склалася перед Війною за незалежність до кінця XVIII століття, але надалі до складу американців продовжували вливатися представники різних етнічних і расових груп, які іммігрували в США. Асимілюючись, вони впливали на формування етнографічної картини, мови і культури американців. Наприкінці XIX століття поряд з імміграцією з Західної Європи посилився приплив переселенців з Азії, що ще більш збільшило етнічне розмаїття в країні, хоча асиміляція цих іммігрантів ще сильніше, ніж раніше, ускладнювалася через расизм та всілякі заборони на міжрасові шлюби, контакти, засилля Ку-клукс-клану, суд Лінча, тощо.

### Євроамериканці
У минулому саме нащадки європейців найбільш часто асоціювалися з американцями, так як вони склали ядро нації, переселившись з Європи в англійські колонії Північної Америки: англійці, шотландці, ірландці, німці та менш численні голландці, данці та інші. Вони все ще складають найбільш численну категорію сучасних громадян США і є основними носіями стандартної англійської мови.

### Афроамериканці

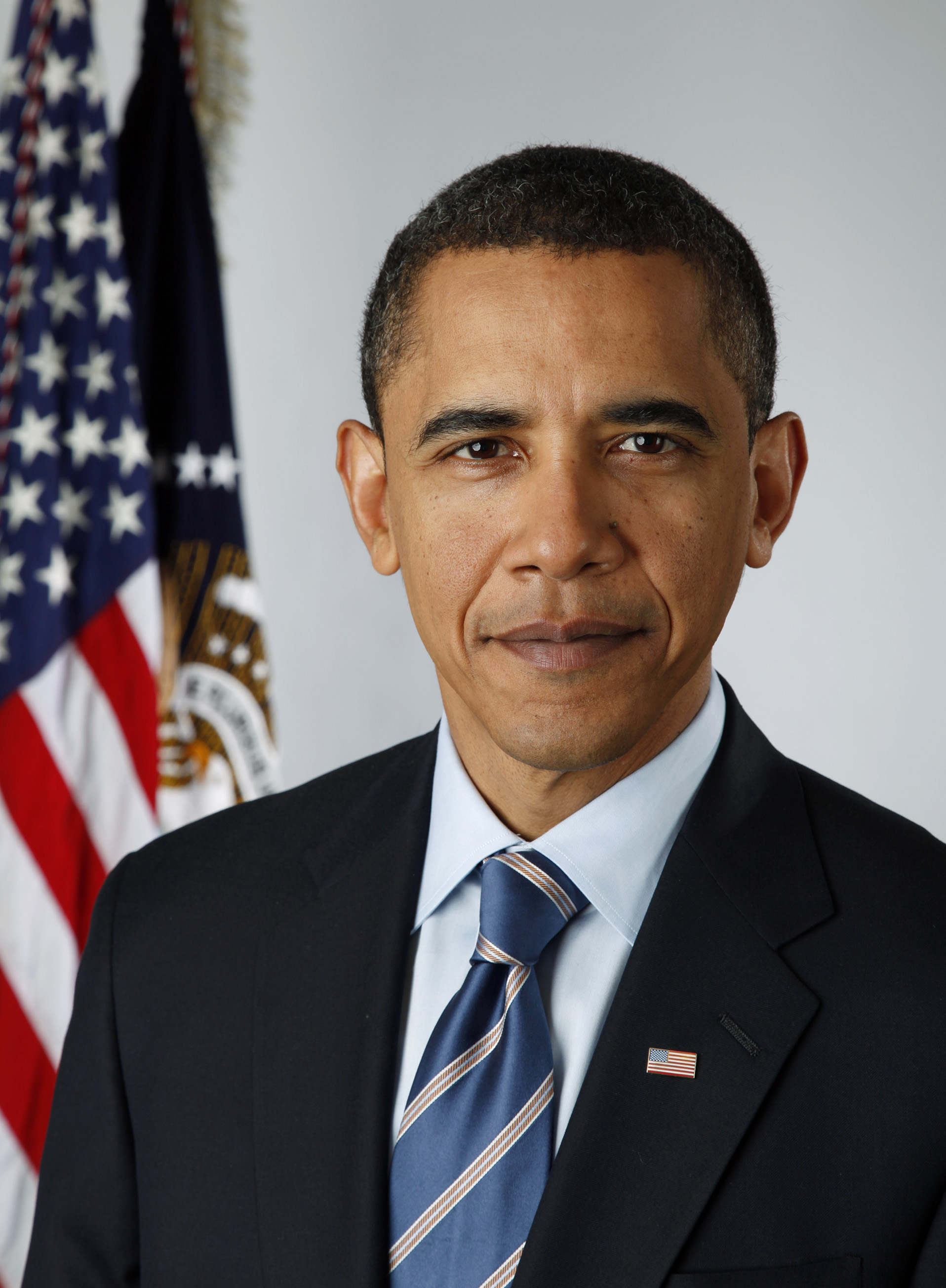
Барак Обама — перший афроамериканець-президент США

У США проживає і значна кількість (близько 70 мільйонів) африканців (більшість з яких мулати з деякою домішкою білої (17 %) та індіанської (3 %) крові), які все ще часто піддаються прихованій дискримінації та сегрегації. Вони мають свою особливу культуру і діалект (афроамериканська англійська або ебоніка). Для багатьох афроамериканців, як і представників багатьох етнокультурних груп нових іммігрантів, характерне компактне проживання в особливих міських районах — гетто.
На президентських виборах 2008 здобув перемогу кандидат Барак Обама, який є нащадком жителя Кенії. Він став першим в історії США президентом-афроамериканцем.

### Латиноамериканці
У роки Першої світової війни зростає число переселенців з Мексики та інших країн Латинської Америки. Імміграція з Європи, дуже висока наприкінці XIX — на початку XX ст., після Першої світової війни різко скоротилася в результаті законодавчих обмежень і в середині 60-х років XX ст. становила близько 300 тис. осіб на рік. Паралельно зросла кількість нелегальних робітників-мексиканців та інших латиноамериканців, особливо наприкінці XX — на початку XXI століть. Більшість сучасних латиноамериканців США зберігають іспанську мову і погано асимілюються внаслідок свого змішаного походження.

## Мова
Уродженці США в основному говорять на американській англійській. Американська англійська фонетично і граматично відрізняється від британської англійської, проте носії обох діалектів вільно спілкуються і розуміють один одного. Другою за поширеністю мовою в США є іспанська, що пояснюється зростанням іспаномовної імміграції в США (особливо в південні штати Нью-Мексико, Каліфорнія, Флорида). Також в Луїзіані поширена французька мова, а на Гаваях гавайська мова.

## Релігія
В США налічується близько 260 християнських віросповідань, релігійних груп та сект. Найбільш поширені протестантські церкви — близько 50 % віруючих (баптизм, п'ятидесятництво, методизм, англіканство, лютеранство, пресвітеріанство). Близько 40 % населення — католики, що раніше з підозрою сприймалися в США через постійні колоніальні конфлікти з Іспанією, Мексикою та Францією. Католицизм сповідують нащадки іммігрантів з Ірландії, Італії, Іспанії, Польщі, Мексики, Франції, Португалії, Бразилії. Православ'я також досить широко представлено в США в середовищі вихідців з Греції, Близького Сходу (особливо Лівану), серед недавніх іммігрантів з Росії, України, Білорусі, Румунії. У країні проживає також понад 5,5 млн юдеїв, тобто приблизно стільки ж, скільки і в Ізраїлі. Індуїзм, буддизм, даосизм та конфуціанство представлені, в основному, серед іммігрантів з країн Південної та Східної Азії, але останнім часом отримали деяке поширення і серед інтелектуалів європейського походження, також як і різні Новітні релігійні рухи.
| Релігії в США                 | Релігії в США  | Релігії в США | Релігії в США | Релігії в США |
| ----------------------------- | -------------- | ------------- | ------------- | ------------- |
| Релігія                       |                |               | Процент       |               |
| Усі християни                 | Усі християни  |               | 78.4%         | 78.4%         |
| Протестанти                   | Протестанти    |               | 51.3%         | 51.3%         |
| Католики                      | Католики       |               | 23.9%         | 23.9%         |
| Мормони                       | Мормони        |               | 1.7%          | 1.7%          |
| Свідки Єгови                  | Свідки Єгови   |               | 0.7%          | 0.7%          |
| Православні                   | Православні    |               | 0.6%          | 0.6%          |
| Інші християни                | Інші християни |               | 0.3%          | 0.3%          |
| Юдаїсти                       | Юдаїсти        |               | 1.7%          | 1.7%          |
| Буддисти                      | Буддисти       |               | 0.7%          | 0.7%          |
| Мусульмани                    | Мусульмани     |               | 0.6%          | 0.6%          |
| Індуїсти                      | Індуїсти       |               | 0.4%          | 0.4%          |
| Агностики                     | Агностики      |               | 2.4%          | 2.4%          |
| Атеїсти                       | Атеїсти        |               | 1.6%          | 1.6%          |
| Інші релігії                  | Інші релігії   |               | 18.0%         | 18.0%         |
| Не визначилися                | Не визначилися |               | 16.1%         | 16.1%         |
|                               |                |               |               |               |
| Дослідницький центр П'ю, 2008 |                |               |               |               |

## Кількість американців в країнах світу
| Країна             | Кількість           |        |        |
| ------------------ | ------------------- | ------ | ------ |
| США                | 314 000 000         |        |        |
| Мексика            | 738 100 — 1 000 000 | [ 3 ]  | [ 4 ]  |
| Канада             | 316 350 — 1 000 000 | [ 5 ]  | [ 6 ]  |
| Філіппіни          | 300 000             | [ 7 ]  |        |
| Ізраїль            | 200 000             | [ 8 ]  | [ 9 ]  |
| Велика Британія    | 139 000—197 143     | [ 10 ] | [ 11 ] |
| Ліберія            | 160 000             |        |        |
| Коста-Рика         | 130 000             | [ 12 ] |        |
| Південна Корея     | 120 000—158 000     | [ 13 ] | [ 14 ] |
| Франція            | 100 000             | [ 15 ] |        |
| Німеччина          | 99 600              | [ 16 ] |        |
| КНР                | 71 493              | [ 17 ] |        |
| Бразилія           | 70 000              | [ 18 ] |        |
| Колумбія           | 60 000              | [ 19 ] |        |
| Гонконг            | 60 000              | [ 20 ] |        |
| Індія              | 60 000              | [ 21 ] |        |
| Австралія          | 56 276              | [ 22 ] |        |
| Японія             | 51 321              | [ 23 ] |        |
| Італія             | 50 000              | [ 24 ] |        |
| Саудівська Аравія  | 40 000              | [ 25 ] |        |
| Аргентина          | 37 000              | [ 26 ] |        |
| Норвегія           | 33 509              | [ 27 ] |        |
| Багамські Острови  | 30 000              | [ 28 ] |        |
| Ліван              | 25 000              | [ 29 ] |        |
| Панама             | 25 000              | [ 30 ] |        |
| Сальвадор          | 19 000              | [ 31 ] |        |
| Нова Зеландія      | 17 751              | [ 32 ] |        |
| Гондурас           | 15 000              | [ 33 ] |        |
| Чилі               | 12 000              | [ 34 ] |        |
| Тайвань            | 10 645              | [ 35 ] |        |
| Бермудські Острови | 8 000               | [ 36 ] |        |
| Кувейт             | 8 000               | [ 37 ] |        |